# White Hall Township (comté de Greene, Illinois)
White Hall Township est un township du comté de Greene dans l'Illinois, aux États-Unis,. 

## Source de la traduction
- (en) Cet article est partiellement ou en totalité issu de l’article de Wikipédia en anglais intitulé « White Hall Township, Greene County, Illinois » (voir la liste des auteurs).